# Harald Borre
Harald Borre (23. maj 1891 i Løjet på Lolland – 6. marts 1964 i Aarhus) var en dansk maler. Uddannet på Teknisk Skole 1912 samt Skolen for dansk Kunsthaandværk 1912- 16. Fra 1925 restaurator for Nationalmuseet. 
Harald Borre assisterede maleren Valdemar Andersen ved udførelsen af dekorative arbejder. Dette prægede hans tidlige år, hvor han var optaget af oliemaleri. Han kom siden til at møde svensk og norsk folkekunst, som kom til at præge hans stil. Da Borre fra 1921-24 medvirkede ved restaureringen af kalkmalerierne i Århus Domkirke, blev hans interesse for danske kalkmalerier vakt og hans fremtidige kunstneriske bane fastlagt. Som restaurator har han arbejdet i omkring 100 kirker, bl.a. ved restaureringen af Christian Is kapel i Roskilde Domkirke i 1949-52, i Haderslev Domkirke og Budolfi Kirke i Ålborg. 
Udover restaureringsopgaverne er der også nye værker fra hans hånd. Eksempler: Den gode hyrde, (altertavle, fresko, 1941, Sindssygehospitalets k., Risskov); Getsemane (kalkmal. 1942, kapelsal, Nordre Kgrd., Århus); Dødens engel (kalkmal. 1946, modtagelsesrum i kapellet, Vestre Kgrd., smst.); Kommer hid til mig (fresko 1950, apsis, Staby K.); glasmosaik (1958, opsat 1959 i SØ-vindue i koret, Lyngså K.); glasmalerierne Den gode hyrde (1943, koret, V. Tirsted K.); Sædemanden (1943, smst.); Korslammet (1950, Staby K.); Helligåndsduen (1950, smst.); Kristus trøster enken (1951, koret, Ringkøbing K.); Kristus opvækker enkens søn (1951, smst.); endv. tegn. til tekstilarbejder, bl.a. alterduge, altertæpper (1950, Skt. Mortens K., Randers) og mange exlibris. 